# Doppio alla bolognese
Il doppio alla bolognese è la tecnica di suono delle campane più importante e antica del sistema bolognese.

## Storia
Questa particolare tecnica esecutoria ha scatenato quella che oggi è la tradizione campanaria bolognese. Quando si parla del sistema bolognese e se ne indica la nascita nel XVI secolo si sta in realtà parlando della nascita del doppio.
L'origine del nome è semplice: siccome originariamente sui campanili veniva issata una sola campana, quando se ne aggiunse un'altra il suono ottenuto dai rintocchi alternati dei due bronzi fu chiamato “a doppio”.
Le campane venivano messe in piedi (bocca rivolta verso l'alto) "alla muta", cioè con il battaglio legato perché non suonasse, e poi puntellate. 
Le campane presentavano (e presentano tuttora) una struttura apposita che consentisse di spostare lo strumento senza doverlo toccare direttamente: la "capra". Molto simile ad un cavalletto, la capra, di forma trapezoidale, è fissata lateralmente alla campana, direttamente sul ceppo. Si può così fare affidamento sulla stanga, o asta, una piccola trave posta a circa metà dell'altezza della campana.
I campanari "travaroli" si posizionavano quindi sulle travi dell'incastellatura e facevano ruotare i bronzi a turno, cambiando ogni volta il verso di rotazione. Col passare degli anni si aggiunsero una terza ed una quarta campana fino ad arrivare, nel corso dell'800, a concerti di cinque campane suonabili a doppio.

## Evoluzione
Il salto di qualità avvenne con l'introduzione della scappata e della calata. Nei primi doppi a trave infatti le campane non suonavano mentre avveniva la messa in piedi e la discesa al termine. Si pensò quindi di trovare il modo di ottenere un suono ordinato anche durante quelle fasi. Il doppio a ciappo nacque così.
Il doppio a trave e a ciappo sono due elementi fondamentali per la campaneria bolognese che si integrano vicendevolmente.